# Konstans II (cesarz rzymski)
Konstans II (zm. 411) – cesarz rzymski (uzurpator), panujący w latach 407-411, syn Konstantyna III.
W młodości wstąpił do klasztoru, został zeń jednak zabrany w 407 roku przez ojca i obwołany koregentem z tytułem cezara. Dał się poznać jako utalentowany dowódca, wypierając z terytorium Hiszpanii ostatnie wojska wierne prawowitemu cesarzowi Honoriuszowi. W 411 roku wyruszył ponownie do Hiszpanii przeciwko buntownikowi Maksymusowi, który korzystając z najazdu plemion germańskich ogłosił niezależność. Pobity przez niego ratował się ucieczką do Galii, dogoniony przez jego wojska w Vienne nad Rodanem i zamordowany.